# Josip Kolanović
Josip Kolanović (Zadar, 6. ožujka 1938. – Zadar, 7. Svibnja 2020), hrvatski je arhivist i povjesničar.

## Životopis
Rođen je u Zadru. Osnovnu školu završio je u Privlaci kod Zadra, a Nadbiskupsku klasičnu gimnaziju u Zadru. Diplomirao je i magistrirao teologiju na Katoličkom bogoslovnom fakultetu u Zagrebu (1964.), te povijest i filozofiju na Filozofskom fakultetu u Zadru (1981.), gdje je magistrirao iz pomoćnih povijesnih znanosti (1977.) i obranio doktorsku disertaciju Šibenik u 15. stoljeću, iz povijesnih znanosti (1990).
Bio je profesor na Visokoj bogoslovnoj školi u Zadru (1964-70.) i suradnik Kršćanske sadašnjosti. Od 1972. godine je djelatnik, a od 1991. godine ravnatelj Hrvatskoga državnog arhiva u Zagrebu. Član je Komisije za povrat arhivske građe iz Austrije i Italije od 1975. godine. Član je Hrvatskoga arhivskoga vijeća, Vijeća za zaštitu kulturne baštine Ministarstva kulture i Komisije za grbove Ministarstva pravosuđa. Od 1996. godine član je izvršnoga odbora europske sekcije Međunarodnoga arhivskoga vijeća. Od 1997. godine honorarno predaje arhivistiku na Filozofskom fakultetu u Zagrebu. Pokretač je (1995.) i urednik časopisa Fontes: izvori za hrvatsku povijest.
Područje njegova proučavanja je arhivska teorija i praksa, srednjovjekovna povijest Dalmacije, napose gospodarski i društveni razvoj Šibenika u XV. i XVI. st., život i djelo Maksimilijana Vrhovca, te kritička objava izvora za hrvatsku povijest. Izradio je više arhivskih obavijesnih pomagala od kojih su tiskana Glagoljski rukopisi i isprave u Arhivu Hrvatske i Kanonske vizitacije zagrebačke (nad)biskupije (1989.). Redaktor je i pisac uvodnih tekstova prvoga pregleda arhivskih fondova i zbirki u Hrvatskoj: Arhivski fondovi i zbirke u SFRJ. SR Hrvatska (1984.). 
Samostalno i sa suradnicima priredio je za tisak tridesetak knjiga povijesnih izvora, među ostalima: Zaključci Hrvatskog sabora, sv. X-XII. (1975- 1980.), Hrvatske kraljevinske konferencije, sv. I-IV. (1985-1992.), Šibenski diplomatarij (1986.), Spisi kancelarije šibenskog kneza Fantina de cha de Pesaro 1441- 1443. (1989.), Sisak u obrani od Turaka 1543-1597. (1993.), Monumenta Vaticana Croatica, sv. I-II (1996-2001), Korespondencija Juraj Strossmayer - Serafin Vannutelli 1881-1887. (1999.), Hrvatski državni sabor 1848. Sv. 1. (2000.), Petar pok. Andrije iz Cantùa. Bilježnički zapisi 1353. – 1356., sv. I-II, (2001-2002.). 

## Djela
Izbor iz djela Josipa Kolanovića.
- Hrvatski sabor (1994.),
- Šibenik u kasnome srednjem vijeku (1995.) ISBN 953061201X
- Maksimilijan Vrhovac, Dnevnik, sv. I. (1987.)
- Statuta Iadertina / Zadarski statut (suautorstvo s Matom Križmanom; 1997.)
- Statut grada Dubrovnika (prijevod) (1997.)
- Statut Grada Varaždina (kritičko izdanje i hrvatski prijevod; suautorstvo s Matom Križmanom, 2001.) ISBN 9536775344
- Pregled arhivskih fondova i zbirki Republike Hrvatske (2006.) ISBN 9789536005819
- Vodič arhiva Zadarske nadbiskupije (suautorstvo s Oliverom Modrićem, 2013.) ISBN 9789537434137
- Vodič Državnog arhiva u Zadru (2014.) ISBN 9789537434144[2]
- Kolanović, Josip, ed. (2003). Dnevnik Diane Budisavljević 1941-1945. Zagreb: Croatian State Archives and Public Institution Jasenovac Memorial Area. ISBN 978-9-536-00562-8.

## Nagrade
- Red Danice Hrvatske s likom Marka Marulića za osobite zasluge u kulturi (1996.)
- Officier de l'Ordre des arts et des lettres (1997.), za unapređenje suradnje s francuskom arhivskom službom
- Officier dans l'Ordre des Palmes Académiques (2004.), za unapređenje suradnje s francuskom arhivskom službom
- Nagrada Grada Zadra za životno djelo (2013.)[3]

## Vanjske poveznice
Mrežna mjesta
- Zlatko Vidačković, [neaktivna poveznica], Vijenac, www.matica.hr
- Josip Kolanović, Arhivska služba Republike Hrvatske: stanje i izgledi razvoja, Arhivski vjesnik, No.44, ožujak 2002., Hrčak
- Josip Kolanović, Identitet arhivista: od zanimanja do profesije, Arhivski vjesnik, No.40, ožujak 1998., Hrčak